# Condado de Habsburgo (Estado del Sacro Imperio)
El Condado de Habsburgo (en alemán Landkrieg Habsburg, en francés Comté de Habsbourg) fue un Condado Germano-Romansche que existió entre los 930-1406 cuándo paso a dominio del Condado de Friburgo de Brisgovia (otro Condado reinado por los Habsburgo). En 1734 se convirtió en el Vizcondado de Herbesbërg y en 1864 se unió a Suiza para convertirse en la Ciudad de Habsburg en Suiza. Al igual que la Casa de Hohenzollern que inició en el Condado de Zollern.

## Historia
No se sabe con exactitud el año de fundación pero muy poco se sabe de que fue entre 910 y 930 por un Jefe Militar de origen Bávaro-Romansche el cual se convirtió en Heilige I (Santo I o Santos I). El cual fundaría el Militarizado de Habën con capital desconocida. No fue si no hasta el Reinado de Lanzelin (Papá de Radbot de Habsburgo) y (el cual mando la construcción del Castillo de Habsburgo)quien lo convirtió en Condado y hasta el año 1007 Radbot de Habsburgo entró al trono y le cambió el nombre al Condado de Habsburgo y le dejo el trono a sus hijos sucesores de la casa de Habsburgo y también fundó la capital de Habsburg.
En el año de 1087 el condado de Habsburgo se convirtió en uno de los estados principales del actual Territorio Suizo.
En el año 1292 el Condado de Habsburgo junto con el Ducado de Austria y el Ducado de Carintia se convirtieron en los principales Estados dominados por los Habsburgo, En 1312 El Conde De Habsburgo, Guillermo V de Habsburgo mejora las tropas habsburguesas para caso de guerra con los otros estados de los Alpes Suizos, pero además el estado de Habsburgo ya no era muy fácil de mantener tras la reorganización de los estados dominados por la Casa de Habsburgo y en 1371 los hermanos de la Familia De Habsburgo se separaron en tres Partes Línea de Alberto (O línea de Baja Austria), Línea de Leopoldo (o línea de Alta Austria y Carintia) y la Línea de Tirol (o mejor dicho Línea del Oeste).
En 1405 se abandona el Ducado de origen de la Casa de Habsburgo y en 1406 desaparece para ser ocupado por el Ducado de Friburgo de Brisgovia.